# Filip Švédský

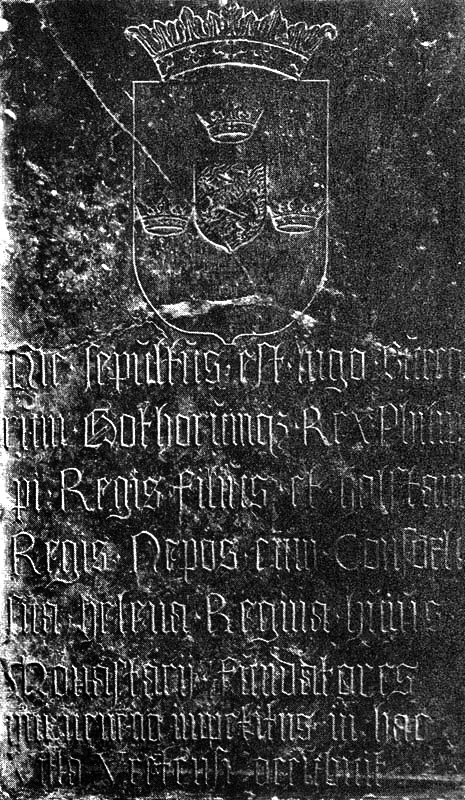
Kopie náhrobního kamene v klášteře Vreta s některými nepřesnými informace, ale zřejmě správně umístění nad kostmi Inge II. a Filipa.

Filip Švédský (šv. Filip Hallstensson, před 1081–1118) byl švédský král, syn krále Halstena Stenkilssona. Halstensson se někdy zkracuje na Halsten.
Nějakou dobu vládl se svým bratrem Ingem II, od roku 1105/1110, po smrti jejich strýce Inge I. O Filipově vládě a o samotném králi je toho známo jen velmi málo. Zemřel v roce 1118. Podle Hervarar sagy byla jeho manželkou Ingegerd Haraldsdotter Norská, dcera Haralda III. Norského.